# Kostel svatého Vavřince (Rybnik)
Kostel svatého Vavřince (polsky: Kościół św. Wawrzyńca) je dřevěný římskokatolický farní kostel v Rybniku ve čtvrti Ligota - Ligocka Kuźnia v Slezském vojvodství v Polsku, náleží pod katolickou farnost svatého Vavřince v Ligocké Kuźně u děkanátu Rybnik arcidiecéze katovické. Kostel je zapsán ve vojvodském seznamu památek pod registračním číslem 556/67 z 29. listopad 1957 a je součástí Stezky dřevěné architektury ve Slezském vojvodství.

## Historie
Kostel byl postaven v Boguszowicích (městská část Rybniku) v roce 1717 mistrem tesařem Jakubem Siedlaczkem z Gliwic. Věž byla přistavěna v roce 1830.
Protože v Boguszowicích byly dva kostely, dřevěný kostel byl v roce 1974 přenesen do Ligocké Kuźně a 14. prosince 1975 znovu vysvěcen. V roce 1977 byla zřízena farnost svatého Vavřince.

## Architektura

### Exteriér
Kostel je jednolodní orientovaná dřevěná roubená stavba na půdorysu řeckého kříže postavená na vysokém podsklepení. Kněžiště, které je užší než loď, má trojboký uzávěr a na jižní straně sakristii. Ramena transeptu mají také trojboký závěr. Boční vchod na jižní straně vede přes přístavbu (babinec). Hlavní vchod vede podvěžím. Ke vchodu vede schodiště, které muselo být postaveno kvůli novodobému vysokému podsklepení. Věž v západním průčelí stojí na čtvercovém půdorysu, má mírně sbíhající deštěné stěny a štenýřovou konstrukci. Střecha věže je stanová zakončená lucernou a oplechovanou bání. Střecha kostela je sedlová krytá šindelem, stěny jsou deštěné. Na hřebeni střechy místě křížení transeptu a lodi se nachází sanktusník 
U kostela byla postavena kovová zvonice. Areál je oplocen se dvěma branami. Okolí kostela má parkovou úpravu s bohatým zastoupením ozdobných keřů a bylin. V blízkosti kostela je postaven betlém s třinácti pohyblivými figurkami. V kostele je zvon z roku 1744.

### Interiér
Stropy mají valenou klenbu, stěny jsou táflovány deskami. Podlaha byla v roce 1999 pokryta mramorovými deskami. V západní části je kruchta s elektronickými varhany. Rokokový hlavní oltář nese obraz Mučednictví svatého Vavřince z roku 1685 od slezského malíře Michala Wilmanna. V bočních oltářích jsou obrazy Ukřižování s Pannou Marií a umírajícím řeholníkem nebo pozdně renezanční obraz Panny Marie s dítětem. Okenní vitráže jsou z roku 2001.

## Galerie

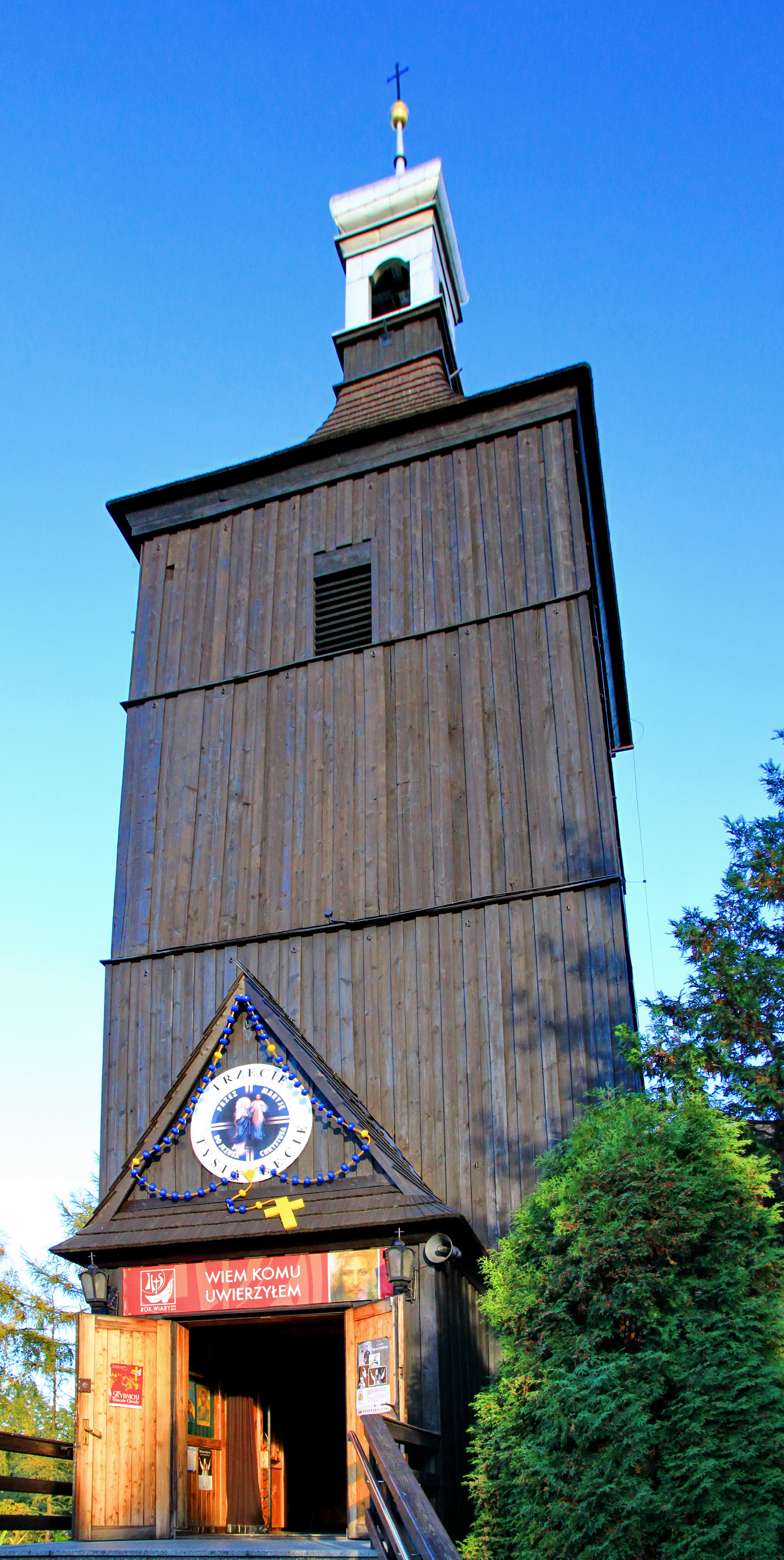
Věž kostela
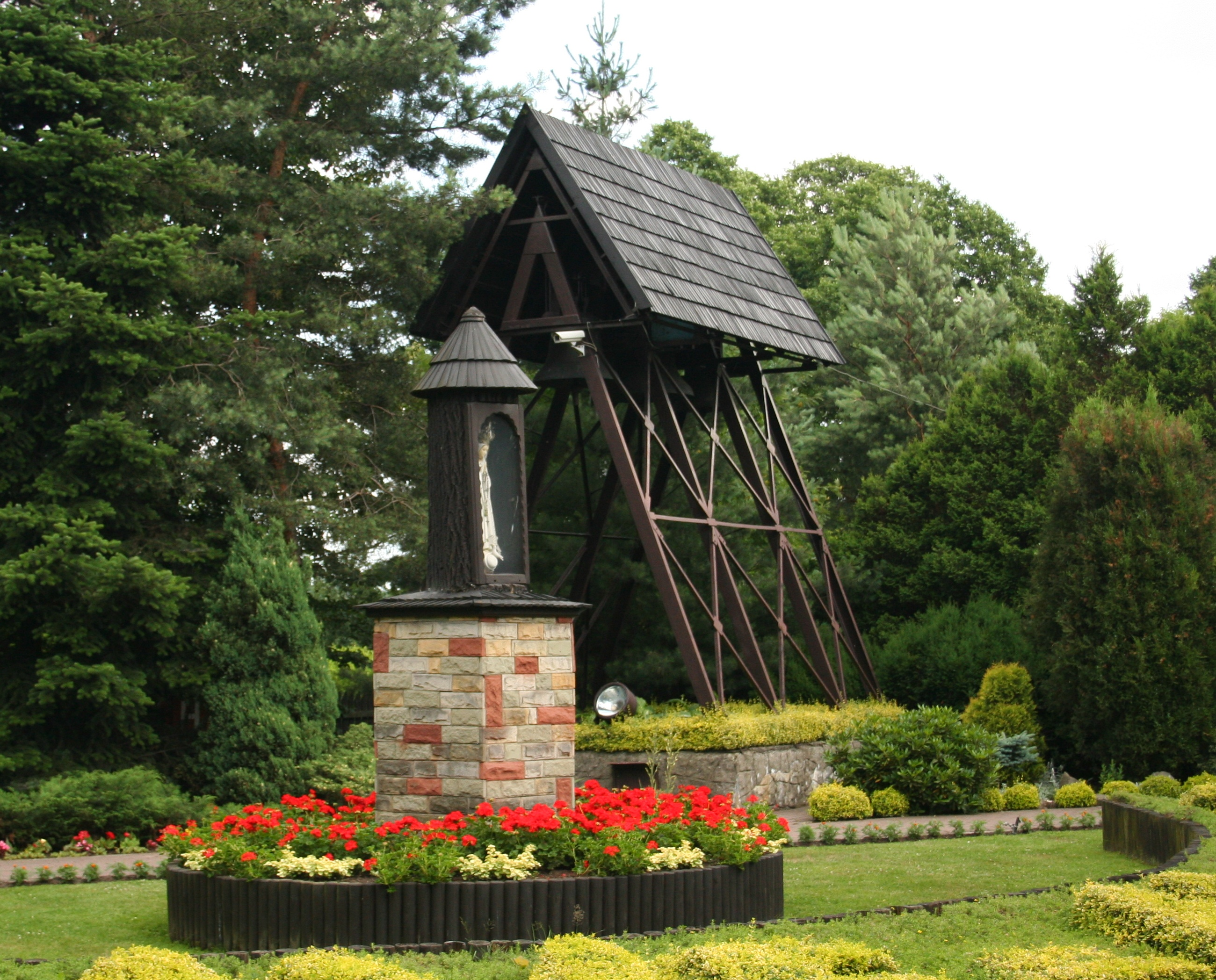
Zvonice
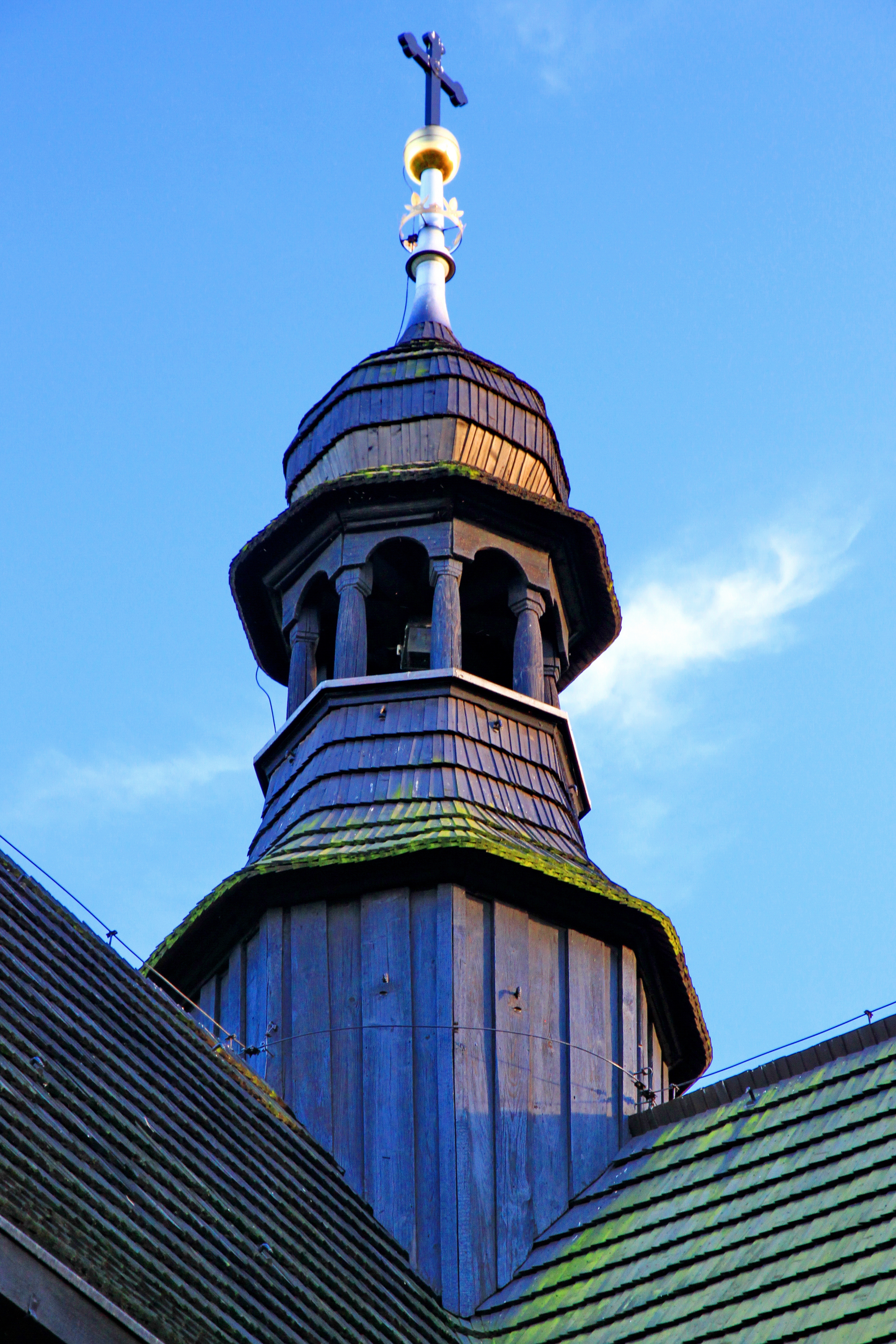
Sanktusník